# Xestia aquila
Xestia aquila là một loài bướm đêm trong họ Noctuidae.